# Farid Talhaoui
Farid Talhaoui (ur. 10 lutego 1982 w Angers) – marokańsko-francuski piłkarz, grający jako napastnik w Ménival FC. Reprezentant kraju na igrzyskach olimpijskich.

## Kariera klubowa

### EA Guingamp
Zaczynał karierę w EA Guingamp. Do pierwszego zespołu z rezerw został przesunięty 1 stycznia 2002 roku. W seniorskim zespole zadebiutował 23 lutego 2002 roku w meczu przeciwko AS Monaco (porażka 3:1). Na boisko wszedł w 41. minucie, zastąpił Hakima Saciego. Pierwszego gola strzelił 23 maja 2003 roku w meczu przeciwko Olympique Marsylia (porażka 2:1). Do siatki trafił w 76. minucie. Łącznie zagrał 47 meczów i strzelił 4 bramki.

#### FC Lorient
30 stycznia 2007 roku został wypożyczony do FC Lorient. W tym zespole zadebiutował 19 maja 2007 roku w meczu przeciwko Stade Rennais (porażka 4:1). Na boisko wszedł w 74. minucie, zszedł Yazid Mansouri. To był jego jedyny mecz w barwach Lorient.

### Wydad Casablanca
5 września 2008 roku przeniósł się do Wydadu Casablanca, w sezonie 2009/2010 zdobył z tym zespołem mistrzostwo Maroka. W sezonie 2011/2012 (pierwszym w bazie Transfermarkt) zagrał 12 meczów i trzy razy asystował.

### Lyon La Duchère
23 listopada 2012 roku przeniósł się do Lyon La Duchère.

### Olympique Khouribga
1 sierpnia 2012 roku został zawodnikiem Olympique Khouribga. W tym zespole zadebiutował 11 lutego 2013 roku w meczu przeciwko Wydad Casablanca (0:0). Grał 78 minut, zmienił go Imad Rqioui. Pierwszą asystę zaliczył 16 kwietnia 2014 roku w meczu przeciwko Raja Casablanca (porażka 1:3). Asystował przy trafieniu Saida Grady z 56. minuty. Pierwszego gola strzelił 27 sierpnia 2013 roku w meczu przeciwko KAC Kénitra (1:1). Do siatki trafił w 71. minucie z rzutu karnego. Łącznie zagrał 16 meczów, miał dwa gole i dwie asysty.

### Powrót do Lyonu
10 stycznia 2014 roku powrócił do Lyon La Duchère.
W sezonie 2016/2017 zagrał 25 meczów, a w sezonie 2017/2018 zagrał 16 meczów, miał gola i 3 asysty.

### Dalsza kariera
19 lutego 2018 roku przeniósł się na Réunion, do JS Saint-Pierroise. 1 lipca 2019 roku został zawodnikiem ASM Vénissieux. 1 lipca 2020 roku został zawodnikiem Ménival FC.

## Kariera reprezentacyjna
W reprezentacji Maroka zagrał trzykrotnie – wszystkie mecze na igrzyskach olimpijskich w 2004 roku. W meczu z reprezentacją Iraku (wygrana 2:1) zaliczył asystę. Maroko skończyło rozgrywki na fazie grupowej, zajmując 3. miejsce w grupie.